# Ооржак, Дажы-Намчал Чыртай-оолович
Дажы-Намчал Чыртай-оолович Ооржак (22 октября 1921, Алдан-Маадыр, ТАР — 6 января 1988) — передовик сельскохозяйственного производства, Герой Социалистического Труда.

## Биография
Родился 22 октября 1921 года в селе Алдан-Маадыр Тувинской народной республики. Образование начальное.
Работал чабаном колхоза, затем совхоза «Алдан-Маадыр» Сут-Хольского района.
Ежегодно получал по 130—150 ягнят на 100 овцематок и добивался высокого выхода шерсти.
Указом Президиума Верховного Совета СССР от 06.09.1973 года присвоено звание Героя Социалистического Труда.
Семья: жена, шестеро детей.